# Havre
|  | "Avena" omdirigeres hertil. For havregrynsfabrikken Avena på Lolland se OTA |
Havre (Avena) er en planteslægt af græsser, der er udbredt i Mellemøsten og Nordafrika.

## Arter
Arter, der forekommer i Danmark:
- Almindelig havre (Avena sativa)
- Flyvehavre (Avena fatua)
- Purhavre (Avena strigosa)